# 宮川駅
宮川駅（みやがわえき）は、三重県伊勢市小俣町本町にある、東海旅客鉄道（JR東海）参宮線の駅である。
快速「みえ」は、参宮線内各停となる夜間の伊勢市行、名古屋行2・4号のみ停車する。

## 歴史
終着駅であった開設直後の4年間（1893年 - 1896年）については、1日平均乗降者数が1,000人を超え、松阪駅の約2倍の人数で混雑していた。しかし、1897年（明治30年）11月の山田駅（現・伊勢市駅）開設と共に、混雑は同駅へ移り、1898年（明治31年）の乗降者数は約10分の1に激減することとなった。

### 年表
- 1893年（明治26年）12月31日：参宮鉄道の終着駅として開設[1][3]。一般駅[3]。
- 1897年（明治30年）11月11日：参宮鉄道当駅 - 山田駅（現・伊勢市駅）間延伸、途中駅となる[1]。
- 1907年（明治40年）10月1日：国有化[1][3]、帝国鉄道庁の駅となる。
- 1909年（明治42年）10月12日：線路名称制定、参宮線所属となる[1]。
- 1937年（昭和12年）12月末：貴賓室・乗降所上屋・跨線橋新築工事及び路線曲線改修工事完成、1938年（昭和13年）1月7日に小俣町役場で祝賀会開催[4]。
- 1981年（昭和56年）頃：上りホーム（2番線）に旅客上屋新設[5]。
- 1984年（昭和59年）2月1日：専用線発着車扱貨物を除く貨物取扱廃止[3]。
- 1985年（昭和60年）3月14日：荷物扱い廃止[3]。
- 1986年（昭和61年）
  - 4月1日：専用線発着車扱貨物取扱廃止[3]。参宮線最後の貨物取扱駅であった。
  - 11月1日：無人駅化[6][7]。
  - 11月：跨線橋完成[8]
- 1987年（昭和62年）4月1日：国鉄分割民営化に伴い、JR東海の駅となる[1][3]。
- 1996年（平成8年）4月1日：駅前に168台収容の無料駐輪場完成[9]。
- 1997年（平成9年）2月下旬：南（2番線）側出入口完成[10]。
- 2021年（令和3年）12月下旬：トイレ封鎖（※翌年3月中旬に解体）[要出典]。
- 2022年（令和4年）7月頃：ホーム先端部への立入禁止のため、柵が新設。[要出典]

## 駅構造
相対式ホーム2面2線を有する列車交換可能な地上駅。両ホームは跨線橋で連絡している。行違い用線路がホームよりずっと長いのは、以前貨物列車や伊勢神宮参拝の長距離列車が当駅で交換した名残である。
伊勢市駅管理の無人駅。なお、2番線側から直接ホームへ入ることも可能。

### のりば
| 番線 | 路線    | 方向 | 行先             |
| ---- | ------- | ---- | ---------------- |
| 1    | ■参宮線 | 下り | 伊勢市・鳥羽方面 |
| 2    | ■参宮線 | 上り | 松阪・名古屋方面 |

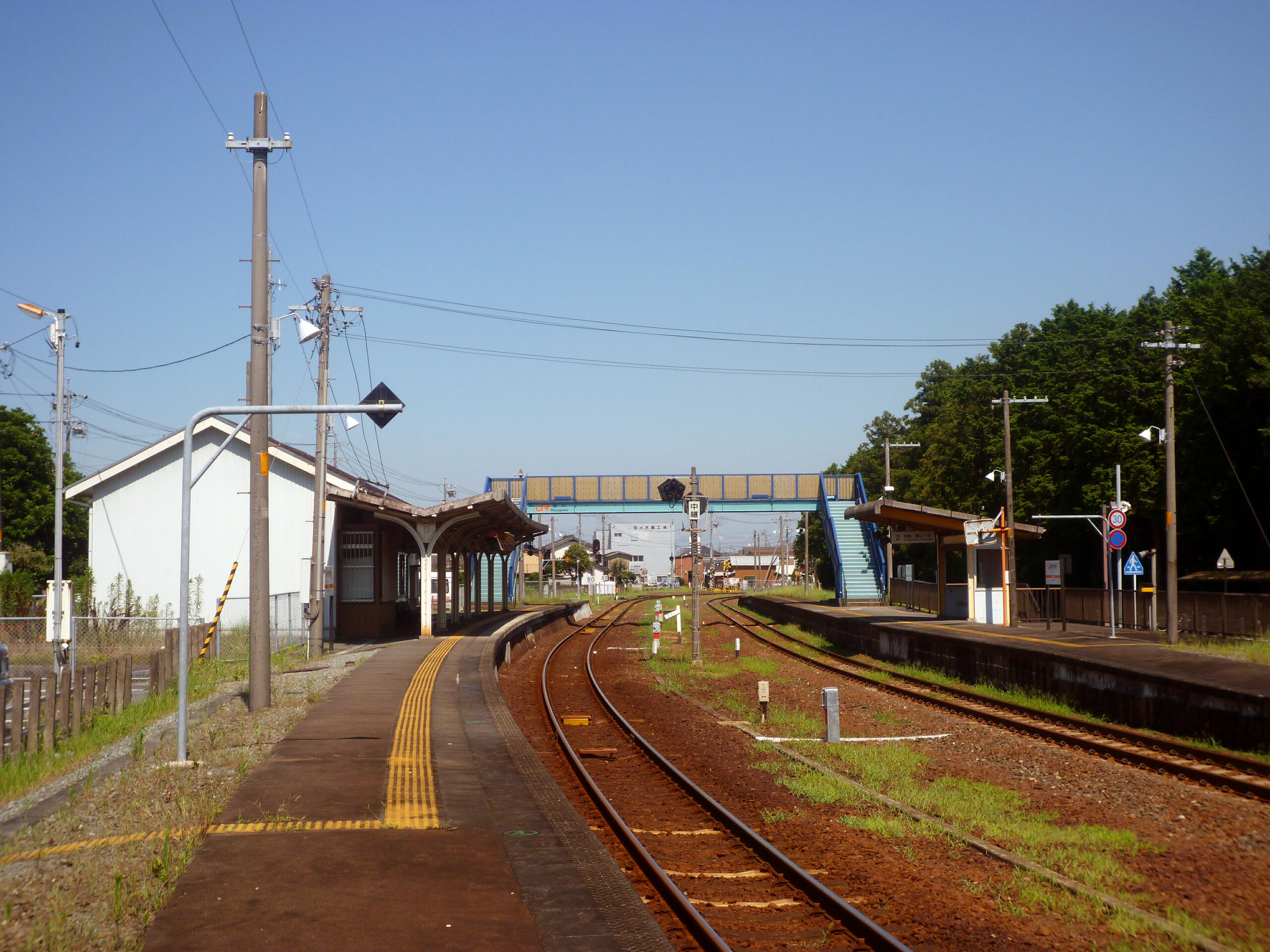
ホーム（2010年7月）

## 利用状況
「三重県統計書」によると、近年の1日平均乗車人員の推移は以下の通り。
| 年度   | 1日平均 乗車人員 |
| ------ | ---------------- |
| 1998年 | 264              |
| 1999年 | 259              |
| 2000年 | 246              |
| 2001年 | 254              |
| 2002年 | 248              |
| 2003年 | 242              |
| 2004年 | 247              |
| 2005年 | 262              |
| 2006年 | 271              |
| 2007年 | 277              |
| 2008年 | 276              |
| 2009年 | 261              |
| 2010年 | 253              |
| 2011年 | 253              |
| 2012年 | 254              |
| 2013年 | 281              |
| 2014年 | 251              |
| 2015年 | 261              |
| 2016年 | 282              |
| 2017年 | 258              |
| 2018年 | 265              |
| 2019年 | 279              |

## 駅周辺
- 伊勢市小俣総合支所（旧・小俣町役場）
- 伊勢警察署小俣町交番
- 小俣郵便局
- 伊勢市立小俣中学校
- 伊勢市立小俣小学校
- 小俣幼稚園
- 伊勢市立小俣図書館
- 宮川医療少年院
- ぎゅーとら 小俣店
- 小俣神社
- 離宮院跡 - 斎王が伊勢神宮に参拝する際に立ち寄った離宮跡。
- 倉野屋旅館 - 倉野信次（元プロ野球選手）の親族が経営する旅館。
- ホテルルートイン伊勢
- マスヤ

## バス路線
「宮川駅前」停留所より、以下の路線バスやコミュニティバスが発着する。
- 三交伊勢志摩交通
  - 13系統：有滝 / 伊勢市駅前 / ジャスコ伊勢店
- 伊勢市コミュニティバス「おかげバス」
  - 東大淀・明野・小俣線：山大淀 / 小俣図書館
- 小俣・粟野デマンド（予約制） 
  - 湯田・新村方面（1日5便）
  - 粟野団地方面（1日5便）
  - 植山方面（1日4便）

## 隣の駅
東海旅客鉄道（JR東海）
■参宮線
■快速「みえ」
通過
■快速「みえ」（朝夕の一部列車）
田丸駅 - 宮川駅 - (4号を除き山田上口駅) - 伊勢市駅
■普通
田丸駅 - 宮川駅 - 山田上口駅